# Уил Хей
Уил Хей, роден като Уилям Томпсън Хей, (на английски: William Thomson Hay, 6 декември 1888 – 18 април 1949) е британски комик и актьор.
Той е роден в Стоктън он Тийс, Англия. Умира на 60 години в Лондон.

## Кариера
Кариерата на Хей в киното не е била особено дълга: когато направил своя дебют като актьор, бил на около 45 години, но преди това си създал име във водевилните представления. Последната си роля Хей изиграва едва едно десетилетие по-късно. Но периодът между 1934 г. и 1943 г. се оказал много плодовит за него. Хей се е изявявал и като писател и координатор в някои филми. Може да се твърди, че главно той пишел сценариите за филмите си. Те били изградени така, че да са в хармония с особеностите на неговата персона и зависели от характера и рутината, които той си създал през годините на сцената.
Той работил в Elstree, после в Gainsborough, а след това в Ealing. Периодът му в Gainsborough се оказал най-успешният, най-вече когато работил заедно с режисьора Марсел Варнел и сценаристите Вал Гест и Мариот Едгар, както и Мур Мариот и Греъм Мофат – пример за това е филмът „О, господин портиер“ (1937).
Тони Ханкок, който може да се разглежда като наследник на Хей, се разделил с приятеля си Сид Джеймс, като по подобен начин Хей почувствал, че трябва да прекрати съдружничеството си с Мофат и Мариот. След това Хей никога повече не бил същия, въпреки че „The Goose Steps Out“ (1943) е бил сполучлив анти-нацистистки фарс.

## Астрономия
Освен като комик, Хей се е изявявал и в сферата на астрономията, и е бил уважан и всеотдаен аматьор астроном.

## Филмография
- „Boys Will Be Boys“ (1935)